# Bundesstraße 439
Die Bundesstraße 439 (Abkürzung: B 439) ist eine deutsche Bundesstraße in Niedersachsen. Sie befindet sich südlich von Bremen und führt von Stuhr-Groß Mackenstedt nach Stuhr-Fahrenhorst.

## Verlauf
Die Bundesstraße 439 beginnt an der Ausfahrt Delmenhorst der A 1. Die ersten Streckenkilometer verlaufen gemeinsam mit der B 322 durch Groß Mackenstedt. In Klein Mackenstedt zweigt die B 439 in südlicher Richtung ab. Sie führt durch den Stuhrer Ortsteil Heiligenrode und trifft in Fahrenhorst auf die B 51, an der sie endet. Die Strecke hat eine Gesamtlänge von 10 km.